# Żdanowka (przystanek kolejowy)
Żdanowka (ros. Ждановка) – przystanek kolejowy w pobliżu miejscowości Żdanowo, w rejonie wiaziemskim, w obwodzie smoleńskim, w Rosji. Położony jest na linii Moskwa - Mińsk - Brześć.